# Jennifer Jackson Preece
Jennifer Jackson Preece, wykładowca w European Institute i na Wydziale Stosunków Międzynarodowych w London School of Economics. Studiowała w University of British Columbia oraz stosunki międzynarodowe w Oxford University. Posługuje się językami angielskim, francuskim i niemieckim.
W 2007 roku ukazała się po polsku jej książka "Prawa mniejszości".